# 숭진초등학교
숭진초등학교는 대한민국의 경상남도의 밀양시에 있는 초등학교인데, 이 학교는 일제 강점기 조선 시대였었던 1934년 5월 8일, 경남밀양삼랑진공립보통학교 부설 숭진간이학교라는 분교로 첫 개교되었다.

## 학교 연혁
- 1934. 05. 08 삼랑진공립보통학교 부설 숭진간이학교인가
- 1942. 03. 31 삼랑진공립국민학교 숭진분교장 설립인가(6년제)
- 1945. 04. 03 숭진국민학교 개교
- 1948. 07. 20 제1회 졸업식 거행
- 1969. 12. 18 성인교육 도 시범학교 운영
- 1983. 03. 01 숭진국민학교 병설유치원 개교
- 1987. 12. 31 시지정 저축교육 시범학교 및 도선정 음악과 우수학교
- 1992. 05. 08 과학교육 시 시범학교 운영
- 1994. 11. 22 급식소(소강당 겸용) 시설공사
- 1996. 03. 01 숭진초등학교 개명
- 2000. 10. 31 교실 수업개선 시 시범학교
- 2003. 11. 13 시 지정 평생교육 지역중심학교 운영보고
- 2007. 11. 23 시 지정 효경교육 시범학교 운영보고
- 2014. 09. 01 제25대 조용운 교장선생님 부임
- 2015. 02. 16 제68회 졸업(졸업생 총 4,655명)